# عقد التوريد
تُعد عقود التوريد من العقود الحديثة، والتي نشأت نظرًا لتنوع المجتمع وتعقده، وكثرة اختلاف المتطلبات، وكذلك نشوء شركات كبيرة، فكل ذلك تطلب أنواعًا جديدةً من العقود لم تكن من قبل، وأدى لتخصص البعض (أفراد أو شركات) في أمرٍ معين يركز عليه. ومن ذلك نشأت الحاجة لعقود التوريد، وتبعها سن قوانين مختلفة لها، وكذلك أحكام شرعية لما يصح فيها وما لا يصح.

## تعريف
التوريد لغةً: من مصدر الفعل الثلاثي «ورد» بتشديد حرف الراء، فقيل ورد فلان ورودا بمعنى حضر، واورده غيره واستوردة أي أحضر، ويقال اورد فلان الشي احضرة، واستورد السلعة ونحوها جلبها من خارج البلد.
```
التوريد اصطلاحًا
: عرف 
السنهوري
 عقد التوريد، بأنه العقد يلزم أحد المتعاقدين أن يورد للمتعاقد الآخر شيئا معينا، يتكرر مدة من الزمن.
```

واتجه اغلبية الفقهاء في القانون إلى تبني التعريف القضائي.
```
التعريف القضائي لعقد التوريد
: «هو اتفاق بين أحد 
الأشخاص المعنوية
، وأحد الافراد أو الشركات على توريد المنقولات الازمة لمرفق عام مقابل ثمن معين.» 
[
2
]
```

إلا أن هذا التعريف قد قصر عقد التوريد على ما كان أحد طرفيه شخصًا معنويًا من أشخاص القانون العام، مع أن عقد التوريد قد يكون عقدًا خاصًا بين الأفراد، أو بين الأفراد والشركات الخاصة، أو بين الشركات الخاصة فيما بينها، كما أن الفقه الإسلامي لا يفرق بين العقود الإدارية والعقود الخاصة.

## أركان عقد التوريد
1- العاقدان: وهما الموجب والقابل وهما البائع (المورد) والمشتري.
وقد يكون كل طرف منهما شخصًا منفردًا أو متعددًا كما لو تخارج فريق من الورثة مع أحدهم، أي تعاقدوا معه على أن يدفعوا كل واحدٍ منهم.
وقد يكون العاقدان أصليان أو نائبان عن غيرهما في العقد كالوكيلين والوصيين.
2- الصيغة: الإيجاب والقبول.
3- محل العقد: وهو موضوع العقد، أي ما وقع عليه التعاقد وهو (المعقود عليه).
4- موضوع العقد: فالمراد به غايته النوعية، أي المقصد الأصلي الذي شرع العقد لأجله.
```
فالمراد في كل عقد بيع إنما هو نقل ملكية المبيع إلى المشتري بعوض.
[
4
]
```

## أنواع عقود التوريد

### من حيث مكان المادة المطلوب استقدامها
1- عقود التوريد الداخلية: وهي التي تكون فيها المادة الموردة موجودة ضمن البلد نفسه للمشتري.
2- عقود التوريد الخارجية: تُستقدم المادة الموردة من بلد أجنبي.

### من حيث موضوع العقد
1- عقود التوريد العادية:
وهي العقود التي موضوعها عبارة عن منقولات تم الاتفاق على مواصفاتها.
2- عقود التوريد الصناعية:
وهي العقود التي يكون موضوعها عبارة عن تسليم منقولات يصنعها المورد. وعقود التوريد الصناعية يتردد تصنيفها بين عقود توريد أو مقاولات استصناع، ومن أمثلتها: الاتفاق مع مصنع أثاث لتصنيع أنواع من الأثاث بمواصفات معينة يقوم بتوريدها لجهة إدارية أو خاصة.

### من حيث حرية المتعاقدين في قبول العقد أو رفضه
1- عقود التوريد الموحدة:
وهي العقود التي يستمر فيها التوريد. مثل توريد خدمات الماء والكهرباء والغاز والهاتف، فهنا يقف أحد طرفي العقد وهي الجهة المقدمة للخدمات موقف القوي المستغني، بينما يقف الطرف الآخر موقف المذعن المحتاج الذي تُملى عليه الشروط.
2- عقود التوريد الحرة:
وهي تلك العقود التي يتمتع فيها كل من طرفي العقد بحريته التامة في إنشاء العقد وتحديد شروطه، وغالبية عقود التوريد تندرج تحت هذا النوع.

### من حيث طبيعة العقد
1- عقود التوريد الإدارية:
وهي تلك العقود التي يكون أحد طرفيها جهة إدارية حكومية، وموضوع هذه العقود يتعلق بمصلحة المرافق الحكومية العامة.
2- عقود التوريد الخاصة:
…وهي العقود التي لا تكون أية جهة إدارية حكومية طرفًا فيها، وإنما الطرفان فيها من الأفراد أو الشركات الخاصة.

## حكم عقد التوريد
صدر قرار مجمع الفقه الإسلامي الدولي في دورته الثانية عشرة بما يلي:
1- إذا كان محل عقد التوريد سلعة تتطلب صناعة، فالعقد استصناع، تنطبق عليه أحكامه.
2- إذا كان محل عقد التوريد سلعة لا تتطلب صناعة، وهي موصوفة في الذمة، يلتزم بتسليمها عند الأجل، فهذا يتم بإحدى طريقتين:
‌أ- أن يعجل المستورد الثمن بكامله عند العقد، فهذا عقد يأخذ حكم السلم، فيجوز بشروطه المعتبرة شرعًا.
ب- إن لم يعجل المستورد الثمن بكامله عند العقد، فإن هذا لا يجوز.
أما إذا كانت المواعدة غير ملزمة لأحد الطرفين، أو لكليهما، فتكون جائزة، على أن يتم البيع بعقد جديد، أو بالتسليم.

### شروط عقد التوريد
أ- شروط العاقدين: وهي البلوغ والعقل والاختيار. فلا يصح العقد من الصغير ولا من المجنون ولا من المكره.
ب- شروط العوضين: وهي نفس شروط السَّلم لكنها تكون للثمن وللمثمن معًا وشروط عقد السلم. وهي عدة شروط:
1- ضبط المبيع بالصفات التي يختلف الثمن باختلافها ظاهرًا. قال ابن المنذر: (وأجمعوا على جواز السلم في الثياب، ولا يصح السلم فيما لا ينضبط بالصفة، كالجواهر من اللؤلؤ والياقوت)، أي لا يجوز السَّلم فيما لا ينضبط من الثمن والمثمن.
2- أن ينضبط بصفاته التي يختلف بها ظاهرًا.
3- معرفة مقدار المادة الموردة، وزنًا أو كيلًا أو عددًا أو كل ذلك معًا. لقوله ﷺ ((من أسلف في شيء فليسلف في كيل معلوم و وزن معلوم إلى أجل معلوم)).
4- أن يكون المادة الموردة مؤجلة أجلًا معلومًا. أي تعين الأجل في تسليم قسم من البضاعة وقسم من الثمن. ولا يصح السلم الحال.
5- قبض رأس مال التوريد في مجلس العقد. فإن تفرقا قبل ذلك بطل العقد. ويجوز تأخير القبض يومين وثلاثة وأكثر قليلًا ما لم يكن ذلك مشروطًا.

## ضمان المادة الموردة
قد يحصل المشتري من المورد على ضمان لصلاحية المادة الموردة لمدة معلومة، ويغلب أن المبيع إذا صلح للعمل هذه المدة يكون صالحًا للعمل بعد انقضائها، إلى المدى المألوف في التعامل. فإذا أصيبت المادة الموردة بأي خلل، خلال هذه المدة يقوم المورد بإصلاحها، أو إبدالها بمثيل صالحٍ لها.
يقول الدكتور رفيق يونس المصري: إن هذا الضمان جائز شرعًا، كما هو جائز قانونًا، لأنه يزيل الجهالة التي يعاني منها المشتري، عند شراء السلع.

### أنواع الضمان في عقد التوريد
قد يطلب البائع بالتوريد مثلًا الضمان على وصول ثمن البضاعة وقد يطلب المشتري الضمان على وصول وسلامة البضاعة، وهذا الضمان قد يكون شرطًا جزائيًا (غرامة). وللضمان في عقد التوريد 7 أنواع:
1- طلب البائع الضمان على وصول ثمن البضاعة:
قد يتمكن البائع أن يطلب من المشتري أن يضمن البنك ثمن البضاعة عند وصولها إلى المشتري وقبضها.
2- طلب المشتري الضمان بصورة الشرط الجزائي (الغرامة) عند عدم قيام المورد (البائع) بما يجب عليه من تسليم البضائع نهائيًا: وهذه الصورة من الضمان صحيحة.
3- طلب المشتري الضمان بصورة الشرط الجزائي (الغرامة) عند مخالفة بعض الشروط المشترطة عليه في العقد: وهذه الصورة من الغرامة صحيحة أيضًا. ودفع الغرامة (المال) في مقابل ذلك الأمر جائز.
4- طلب المشتري الضمان بصورة الشرط الجزائي (الغرامة) عند عدم تسليم البضاعة من المورد إلى المورد إليه في التاريخ المعين وتسليمها بعد ذلك بشهر أو أكثر: وهذه الصورة مرحمة في الشريعة الإسلامية.
5- يطلب المشتري ضمان الضرر الذي يحصل عند عدم قيام البائع (المورد) بما يجب عليه من تسليم البضاعة نهائيًا، وهذا الضمان للضرر شرط صحيح يجب الوفاء به. لكن هذا الضمان متوقف على إثبات الضرر وتقديره.
6- يطلب المشتري (المورد له) ضمان الضرر الذي يحصل عند مخالفة البائع بعض الشروط المشترطة عليه في البضاعة، وهذا أيضًا شرط صحيح لضمان الضرر.
7- يطلب المشتري ضمان الضرر المتوجه إليه من جهة عدم تسليم البضاعة في موعدها المقرر: وهذا الشرط لا يكون صحيحًا لمحذور وجود الربا الجاهلي.

## الظروف الطارئة
قد تطرأ ظروف خارجة عن إرادة العاقدين تعيق إنجاز العقد كما هو متفق عليه. فقد تكون كوارث طبيعية، أو اقتصادية، أو شخصية، أو غير ذلك، مما لا يمكن للعاقدين منعه، ويؤثر على إنجاز العقد.
يحق للقاضي في هذه الحال:
1- تعديل لحقوق والالتزامات العقدية بصورة توزع القدر المتجاوز للمتعاقد من الخسارة على الطرفين المتعاقدين.
2- كما يجوز له أن يفسخ العقد فيما لم يتم تنفيذه منه إذا رأى أن فسخه أصلح وأسهل في القضية، مع تعويض عادل للملتزم له صاحب الحق في التنفيذ، يجبر له جانبًا من الخسارة التي تلحقه من فسخ العقد.
3- يحق للقاضي أن يمهل الملتزم إذا وجد أن السبب الطارئ قابل للزوال في وقت قصير، ولا يتضرر الملتزم له كثيرًا بهذا الإمهال.
أما في القانون الوضعي تختلف قيمة التعويض ووجوبه باختلاف الحالة والظرف الطارئ باختلاف البلدان.